# حديقة دراي كريك بايونير الإقليمية
حديقة دراي كريك بايونير الإقليمية هي حديقة إقليمية تقع في مدينة يونيون سيتي، كاليفورنيا، وتشترك في حدود متجاورة مع حديقة جارين الإقليمية الشقيق. وهي جزء من نظام حدائق إيست باي الإقليمية.

## النشاطات
أكثر من 20 ميلًا من المسارات داخل حديقتي جارين ودراي كريك بايونير الإقليميين تتيح للزوار فرصة استكشاف مساحة 5,857 فدانًا التي تشكل هذه الأراضي المتنزهية. على الرغم من أنَّ المسارات غير معبدة، إلا أنها ممتازة للمشي لمسافاتٍ طويلة، والفروسية في التاريخ الإسلامي، والعديد منها مناسبة للدراجات الهوائية. لا يُسمح بالدراجات النارية ولا بأي نوعٍ آخر من المركبات الآلية على المسارات.
يشجع هناك على الدراسة المستقلة للطبيعة. حيث يتم تنسيق برامج التفسير الإرشادي لهذه المنطقة من خلال مركز زوار منتزه كايوتي هيلز الإقليمي في فريمونت.
يسمح بالمشي مع الكلاب في الحديقة، ولكن يجب ألا تتجاوز أطوال السروج ستة أقدام.

## روابط خارجية
- الصفحة الرسمية لمنتزه دراي كريك بايونير الإقليمي